# Astronomie (Harry Potter)
Astronomie is in de boekenreeks rond Harry Potter van de Engelse schrijfster J.K. Rowling een schoolvak dat wordt gegeven op Zweinstein, de school waar Harry Potter les krijgt in magie.
Het vak wordt gegeven door professor Aurora Sinistra in de Astronomietoren. In het eerste en tweede boek/jaar wordt dit gegeven op woensdag om middernacht. Wanneer dit in de andere boeken is, is niet bekend. Tijdens deze les bestuderen ze de sterren, planeten en andere hemellichamen.